# Xiomara Molero
Xiomara Molero Jimenez (Puerto Nuevo, 23 aprile 1971) è un'allenatrice di pallavolo ed ex pallavolista portoricana, nel ruolo di palleggiatrice, allenatrice delle Valencianas de Juncos.

## Carriera

### Pallavolista

#### Club
La carriera di Xiomara Molero inizia nella stagione 1989, quando debutta nella Liga de Voleibol Superior Femenino con le Mets de Guaynabo, franchigia alla quale resta legata per ben dieci annate: al termine della prima stagione riceve il premio di miglior esordiente, nei campionati 1989 e 1992 viene invece premiata come MVP della Regular season; con la sua squadra raggiunge tre volte le finali scudetto, vincendole nei campionati 1993-94 e 1995.
Nella stagione 2000 passa alle Criollas de Caguas, vincendo subito con la sua nuova squadra tre scudetti consecutivi, venendo anche premiata come miglior palleggiatrice ed MVP delle finali della Liga de Voleibol Superior Femenino 2002. Nel campionato 2005 vince il suo sesto scudetto da giocatrice, ricevendo un altro premio di miglior palleggiatrice. Dopo sette annate con le Criollas de Caguas si ritira al termine della stagione 2006.

#### Nazionale
Nel 1989 debutta nella nazionale portoricana, della quale fa parte per quattordici anni, senza tuttavia ottenere grandi risultati.

### Allenatrice
Appena ritiratasi dalla pallavolo giocata diventa allenatrice, assumendo la guida delle Valencianas de Juncos nella stagione 2007, vincendo immediatamente il suo primo scudetto da allenatrice. Dopo due annate alle Valencianas de Juncos, nel campionato 2009 viene ingaggiata dalle Vaqueras de Bayamón, mentre nel campionato seguente accetta l'incarico di assistente allenatrice per le Criollas de Caguas: nel corso della stagione, dopo l'esonero del primo allenatore, viene promossa prima allenatrice fino al termine del campionato.
Dopo essere tornata alla guida delle Valencianas de Juncos nei campionati 2011 e 2012, si prende una stagione di break, lavorando come commentatrice televisiva delle gare della LVSM 2013-14. Torna a vestire i panni dell'allenatrice nella stagione 2014, assumendo in corsa la guida della Lancheras de Cataño. Torna ad allenare nella Liga de Voleibol Superior Femenino 2016, ingaggiata dalle Gigantes de Carolina per un biennio.
Torna in panchina nella Liga de Voleibol Superior Femenino 2019 con le neonate Amazonas de Trujillo Alto, venendo premiata come miglior allenatrice dell'anno e restandovi un biennio, al termine del quale, dopo la sua fusione della sua franchigia con le Valencianas de Juncos, ritorna alla compagine di Juncos per l'annata 2021 come assistente di David Alemán, passando a ricoprire il ruolo di allenatrice nell'annata seguente.

## Palmarès
Giocatrice

### Club
- Campionato portoricano: 7

1993-94, 1995, 2000, 2001, 2002, 2005, 2007

### Premi individuali
- 1989 - Liga de Voleibol Superior Femenino: Miglior esordiente
- 1990 - Liga de Voleibol Superior Femenino: MVP della Regular season
- 1990 - Liga de Voleibol Superior Femenino: Miglior palleggiatrice
- 1992 - Liga de Voleibol Superior Femenino: MVP della Regular season
- 1996 - Liga de Voleibol Superior Femenino: All-Star Team
- 1996 - Liga de Voleibol Superior Femenino: Offensive Team
- 1998 - Liga de Voleibol Superior Femenino: All-Star Team
- 2002 - Liga de Voleibol Superior Femenino: MVP delle finali
- 2002 - Liga de Voleibol Superior Femenino: Miglior palleggiatrice
- 2005 - Liga de Voleibol Superior Femenino: Miglior palleggiatrice

Allenatrice
- 2019 - Liga de Voleibol Superior Femenino: Miglior allenatrice